# Puzzle Quest: Challenge of the Warlords
Puzzle Quest: Challenge of the Warlords è un videogioco per più piattaforme creato nel 2007 da Infinite Interactive e basato sulla serie di Warlords.

## Modalità di gioco
Il titolo presenta un gameplay con caratteristiche tipiche dei videogiochi di ruolo miste alle meccaniche dei rompicapo. All'inizio di una partita il giocatore sceglie il sesso e la classe di appartenenza del personaggio, dopodiché assegna i primi punti alle abilità disponibili. Il gioco farà vivere al giocatore una storia di stampo fantasy in cui il personaggio, non solo salirà di livello imparando così nuove mosse e magie, ma avrà anche la possibilità di fare cose come catturare animali per poterli poi usare come cavalcature o fortificare la cittadella di residenza; tutto questo è vincolato dall'acquisizione di soldi ed esperienza che si ottengono combattendo e il combattimento è affidato alle meccaniche dei puzzle game.
Durante un combattimento appare una griglia con degli oggetti di varia natura il cui abbinamento di tre degli stessi uguali permette la loro cancellazione dal terreno di gioco e conseguente acquisizione; in poche parole il tutto avviene come nel simile Bejeweled  della PopCap Games. Ciò che fa la differenza è che gli oggetti sul terreno di gioco influenzano direttamente il gioco stesso in quanto entrambi i contendenti hanno una barra della vita e lo scontro prosegue fino a quando uno dei due non la esaurisce; la barra della vita si esaurisce grazie agli attacchi portati allineando ed eliminando i simboli dei teschi che rappresentano appunto gli attacchi. Oltre a questi ultimi sul terreno di gioco è possibile combinare anche le pile di monete (per ottenere dei soldi) i simboli viola che rappresentano l'esperienza e delle gemme di quattro colori che rappresentano la mana: l'accumulo di mana serve per sferrare attacchi magici che possono avere effetti sia sugli oggetti in gioco che sugli stati e le abilità dei giocatori che sui loro stessi punti vita. Progredire nel gioco è assolutamente fondamentale al fine di apprendere magie sempre più potenti utili a sconfiggere gli avversari.
Durante il gioco il protagonista incontrerà parecchi personaggi e alcuni di questi potranno entrare a far parte del gruppo del protagonista, diventando così delle "spalle" a tutti gli effetti. Il giocatore, comunque, controllerà sempre solamente il suo personaggio.
Va infine citata la Cittadella, residenza del giocatore a cui si possono comprare delle nuove parti come torri o segrete la cui espansione è necessaria al fine di accedere alle caratteristiche più avanzate del gioco come la cattura di mostri (per interrogarli) e animali (da addestrare per poterli poi cavalcare) o la possibilità di studiare degli incantesimi.

## Espansione e seguito
In esclusiva sui servizi online Xbox Live Arcade e PlayStation Network è stata pubblicata il 23 luglio 2008 un'espansione dedicata a Puzzle Quest intitolata Vendetta del Signore della Pestilenza contenente quattro nuove classi e una nuova zona sulla mappa con nuove quest, oltre ad inevitabili nuovi oggetti, magie e mostri.
Alla Game Developers Conference del 2008 è stato annunciato Puzzle Quest: Galactrix che è stato poi pubblicato nell'arco dell'anno successivo, ma per la pubblicazione di un vero e proprio seguito si è dovuto aspettare il giugno 2010, quando è stato pubblicato Puzzle Quest 2.

## Accoglienza
La rivista Play Generation diede alla versione per PlayStation 3 un punteggio di 88/100, trovandolo un gioco di ruolo dei più classici se non fosse per il sistema di combattimento, ovvero un puzzle game in cui bisogna guadagnare bonus spostando figure su una griglia per allinearne tre dello stesso tipo; il recensore concluse "uscito su disco nel 2007 anche per PS2, è ora scaricabile su PSN (per PSP e PS3) e dà ancora dipendenza. La stessa testata lo classificò come il secondo titolo rompicapo più cervellotico tra quelli disponibili su PlayStation 2.